# Julius Gaye
Julius Gaye (* 26. Juni 1887 in Eisleben; † 15. Oktober 1957 in Kiel; vollständiger Name: Julius Alexander Rudolf James Gaye) war ein deutscher Wasserbauingenieur und hochrangiger Baubeamter.

## Leben und Wirken
Julius Gaye war ein Sohn von Sanitätsrat C. N. A. Gaye (* 1854) aus Schleswig und dessen Ehefrau C. A. Gaye geb. Maßon (* 1859) aus Danzig. Er studierte Bauingenieurwesen, schloss den Vorbereitungsdienst mit dem Staatsexamen ab und wurde anschließend zum Regierungsbaumeister (Assessor in der öffentlichen Bauverwaltung) ernannt. 
Nach dem Ende des Ersten Weltkriegs arbeitete Gaye acht Jahre an der Vergrößerung der Hafenbauwerke in (Bremerhaven-)Wesermünde. Von 1928 bis 1934 leitete er das Wasserbauamt in Norden (Ostfriesland), wo er zu Meeresströmungen und Bewegungen des Sandes im Bereich der Ostfriesischen Inseln forschte. Mit diesen Fragestellungen beschäftigte er sich auch später, als er bei der Oderstromverwaltung in Breslau und im Rang eines Ministerialrats im Reichsverkehrsministerium in Berlin arbeitete.
Nach dem Ende des Zweiten Weltkriegs hatte Gaye maßgeblichen Anteil am Aufbau des Küstenausschusses Nord- und Ostsee und beteiligte sich an dessen Leitung. Er wies darauf hin, dass Forschungen zu den Küsten wichtige Grundlage für spätere Küstenschutzmaßnahmen und die Zufahrten zu Seehäfen lieferten. Im Ausschuss versuchte er, eine möglichst enge Kooperation aller mit Fragestellungen zum Küstenschutz beschäftigter Personen und Institutionen zu erreichen.
Julius Gaye war verheiratet mit Anna Margaretha Dorothea Elisbeth geb. Eggers (* 1891), mit der er drei Töchter hatte.